# Літак Можайського

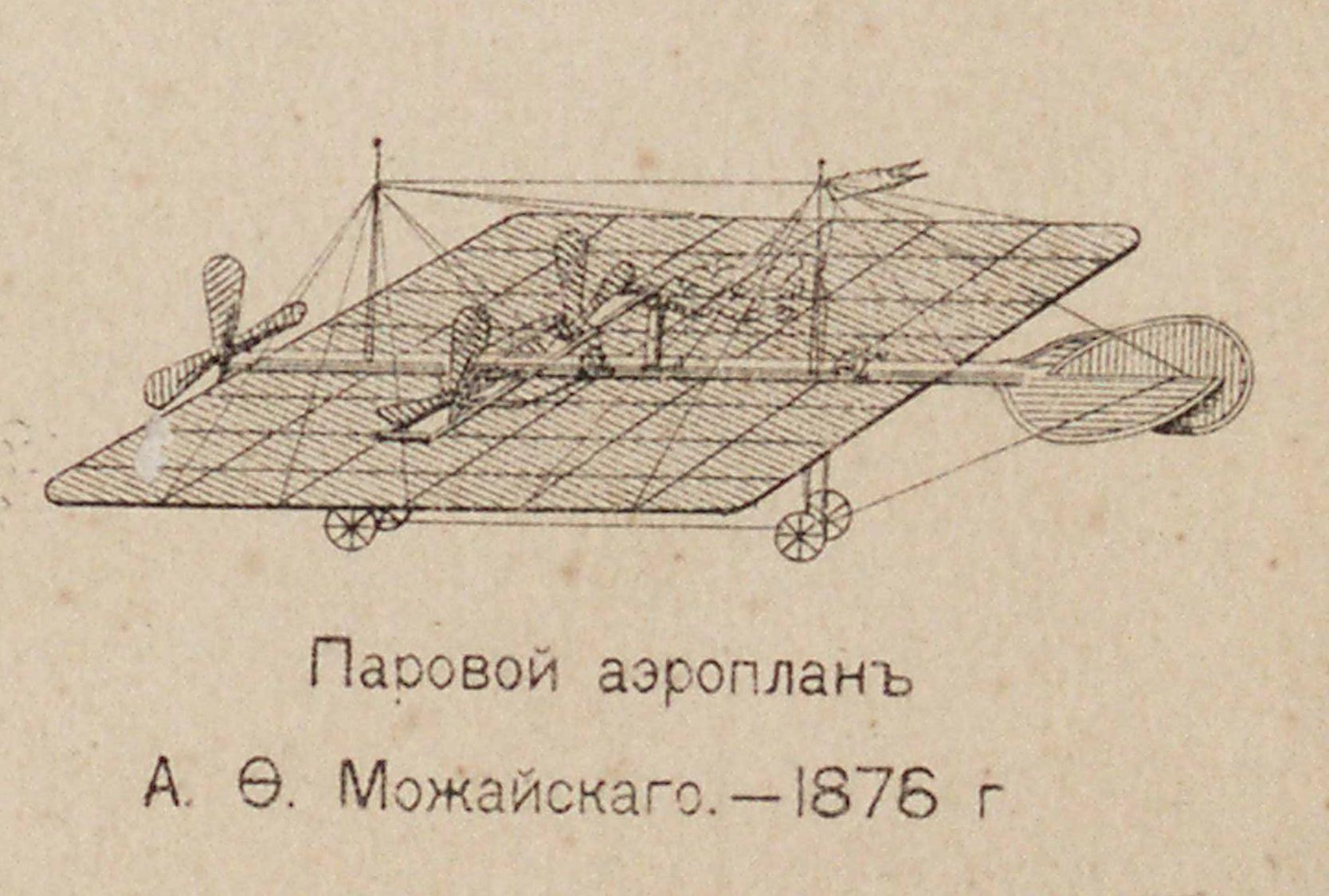
Малюнок парового літака Можайского з книги «Воздухоплавание за 100 лет» видання 1884 року, з помилково вказаною датою.

Літа́к Можа́йського — літальний апарат, спроєктований і побудований російським морським офіцером Олександром Федоровичем Можайським в останній чверті XIX століття, перший у Російській імперії (побудований і випробовувася на території сучасної України, у селищі Вороновиця та на дачі в Потуші)[джерело?] та один з перших у світі літальних апаратів, важчих за повітря, побудованих у натуральну величину.

## Історія

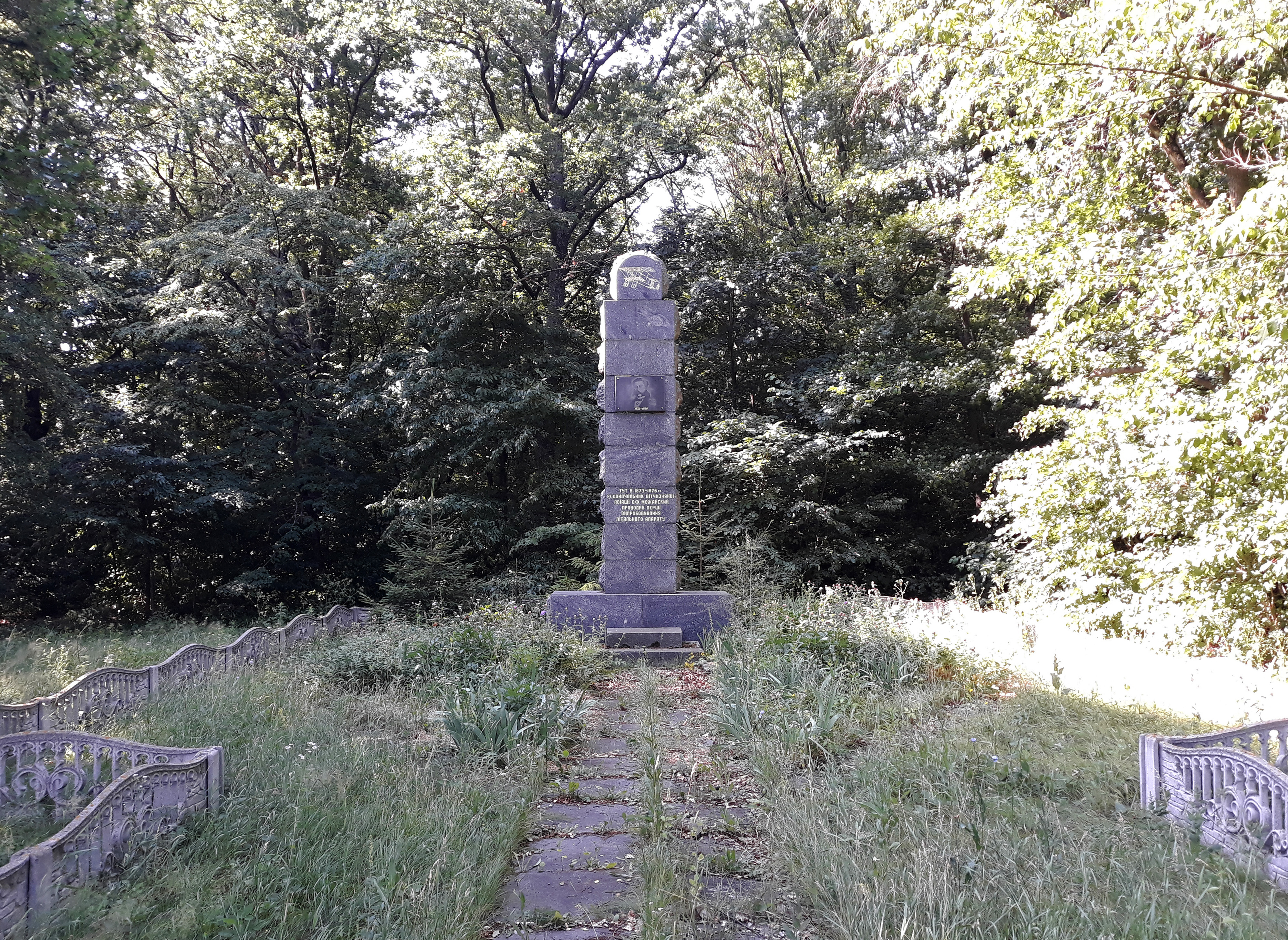
Пам’ятний знак на честь випробувань літака, с. Потуш Вінницької області

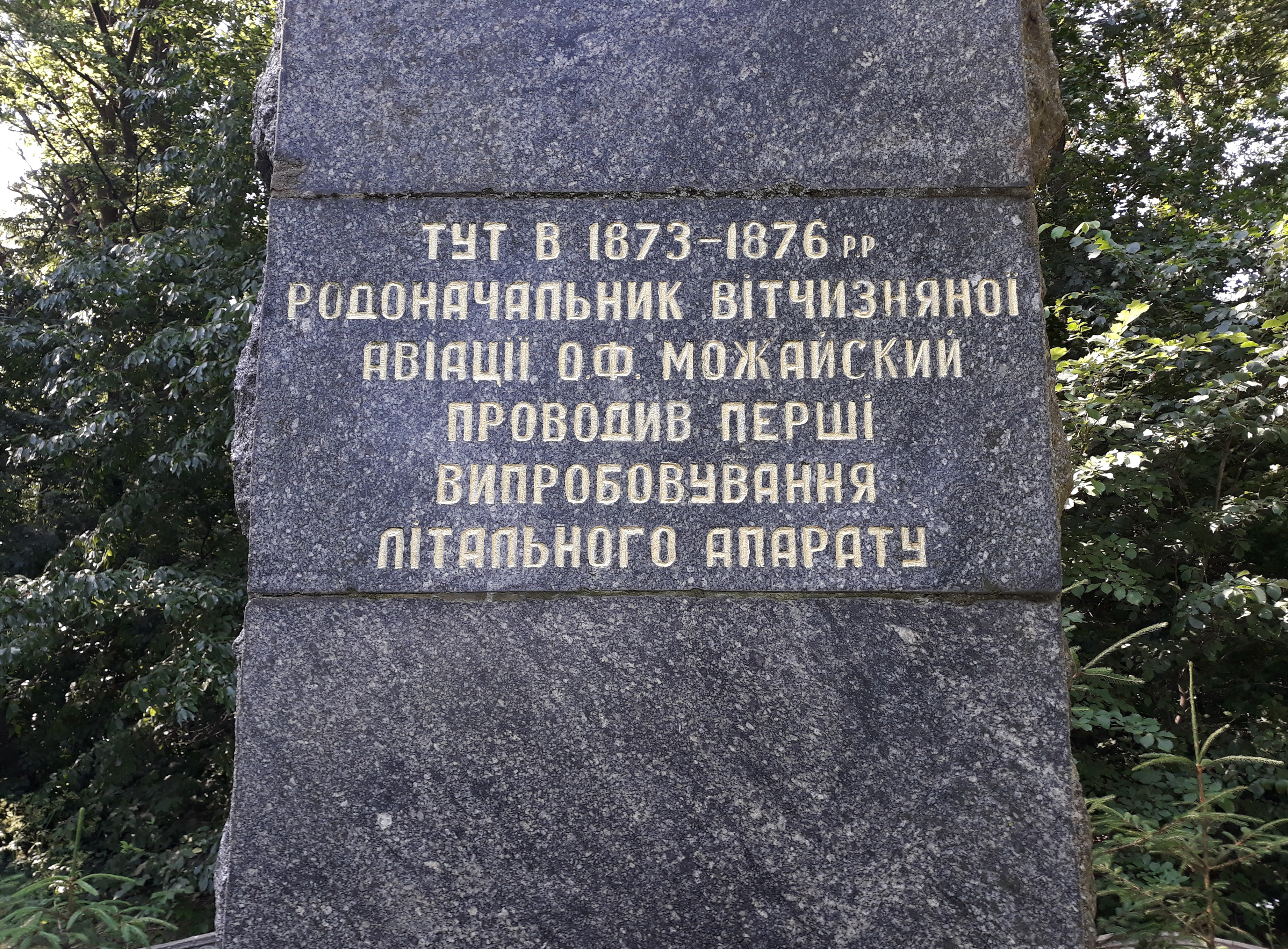

Документів, які безпосередньо зафіксували хід випробувань літака Можайського, не збереглося. Також немає оригінальних креслень, точного опису, фотографій чи іншого зображення апарату. Невідома також точна дата випробувань, дослідники вказують на період між 1882—1885 роками.
Перші відомості про літак з'явилися на межі XIX—XX століть. Основна інформація про паровий аероплан Можайського, була опублікована в російській Військовій енциклопедії в 1914 ріці. У ній містився короткий опис апарата, оснащеного двома паровими двигунами, та було вказано, що апарат зазнав аварії при спробі зльоту, при цьому, він на короткий час відірвався від землі. Після невдалих випробувань та аварії апарата, жодного розвитку цієї теми Можайський не планував.
За іншими детальнішими описами, апарат мав дерев'яний, подібний до човна корпус з колісним шасі. На ньому, за допомогою щогл і тросів були закріплені носійні поверхні (крила) та рулі. Крила являли собою безпрофільний дерев'яний решітчастий каркас з натягнутою (по морському) тканиною. У носовій частині апарата встановлений компактний паровий двигун (за іншими джерелами 2 двигуни) англійського виробництва з повітряним гвинтом. За оцінками дослідників, розмах крила становив близько 23 м, довжина всього літака 23—25 м, вага могла сягати 1600 кг.

## Тема літака Можайського в СРСР
За радянських часів, у другій половині 1940-х років, у період кампанії «боротьби з космополітизмом» та «пошуку російських пріоритетів», тема літака Можайського набрала широкого розголосу.
На основі післяжиттєвих публікацій про апарат Можайського, радянські «дослідники» видавали фальсифікації, спрямовані на перебільшення ролі О. Ф. Можайського в створенні літака як літального апарата, й основоположника світової авіації. Міф про російський перший у світі літак широко тиражувався в книжках, журналах, кіно. З'явилися реконструкції схем літака, навіть були фальсифікації з портретом О. Ф. Можайського, за якого видавали зображення його сина.
Більшість істориків авіації вважала літак Можайського другим у світі літаком, що відділилися від землі з людиною на борту — після літака Фелікса дю Тампля, випробування якого відносять до 1874 року. При цьому визнавалося, що в обох випадках відриву сприяли зовнішні чинники, як розгін апарату під ухил та можливий порив вітру. В СРСР літак Можайського вважали першим літаком, що відділився від землі з людиною на борту (також за сприяння зовнішніх факторів).
Починаючи з 1980-х років, деякі радянські дослідники обґрунтовано засумнівалися в достовірності факту відділення літака Можайського від землі та його можливого польоту, продовжуючи при цьому вважати його першим у світі літаком, який спробували підняти в повітря з людиною на борту.